# Adolf Gärtner
Adolf Gärtner (7. října 1889 Praha – 8. listopadu 1937 Praha) byl český akademický malíř.

## Život
Narodil se na Malé Straně v Praze do rodiny obchodníka Ferdinanda Gärtnera. V letech 1905-1909 studoval na pražské Malířské akademii u prof. M. Pirnera. Následně byl mobilizován a bojoval v 1. světové válce na Italské frontě. Po návratu z války se v roce 1919 oženil s Růženou Kadlecovou. V důsledku válečných útrap jej zachvátila nervová choroba, kvůli níž zničil několik svých obrazů. Zemřel 8. listopadu 1937 v Praze. Krátce byl členem sdružení Sursum a za svého života nevystavoval.
V roce 1938 mu uspořádal Jan Zrzavý posmrtně soubornou výstavu.

## Galerie

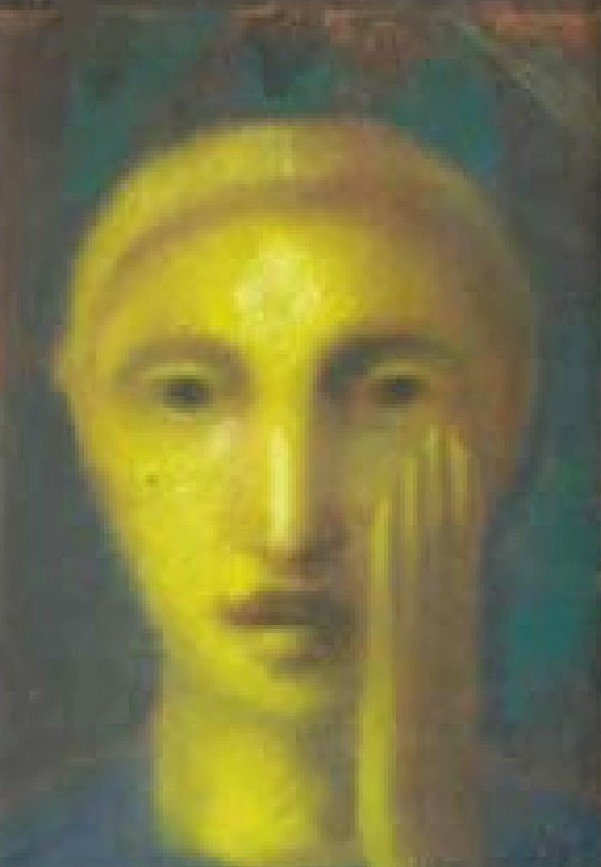
Úžas (pastel)
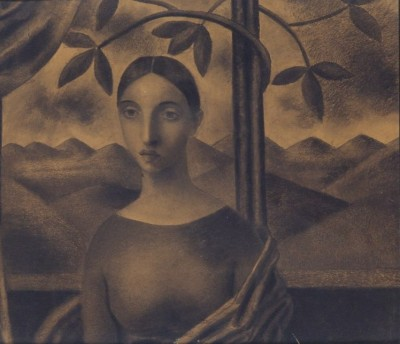
Podobizna dívky (1913)
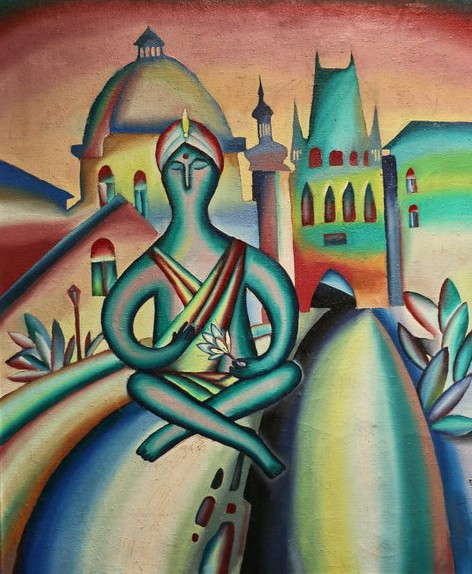
Vize (po 1910)
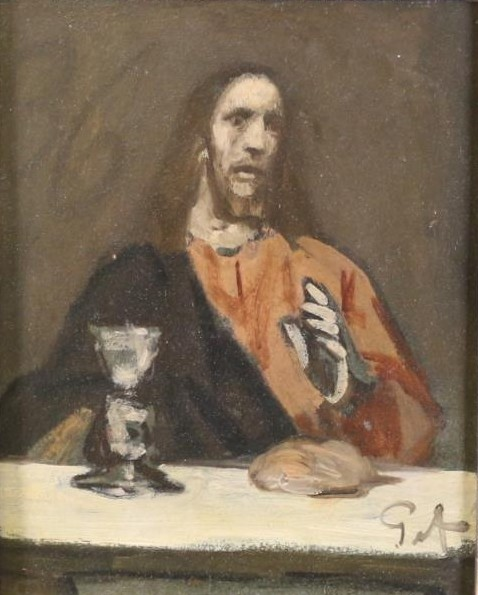
U stolu (Olej na dřevě)